# Muddalahalli, Gauribidanur
Muddalahalli là một làng thuộc tehsil Gauribidanur, huyện Chikkaballapur, bang Karnataka, Ấn Độ.